# Апазинган де ла Конститусион (Апазинган)
Апазинган де ла Конститусион (шп. Apatzingán de la Constitución) насеље је у Мексику у савезној држави Мичоакан у општини Апазинган. Насеље се налази на надморској висини од 325 м.

## Становништво
Према подацима из 2010. године у насељу је живело 99010 становника.

### Хронологија
| Година       | 2000                  | 2005                  | 2010                  |
| ------------ | --------------------- | --------------------- | --------------------- |
| Становништво | 93756 (45360 / 48396) | 93180 (45085 / 48095) | 99010 (48326 / 50684) |

### Попис
| \| \| м \| \| \| ж \| \| 0—2 \| 3.174 \| \| \| 3.082 \| \| 3—5 \| 3.262 \| \| \| 3.124 \| \| 6—11 \| 6.473 \| \| \| 6.342 \| \| 12—14 \| 3.092 \| \| \| 3.085 \| \| 15—17 \| 3.156 \| \| \| 3.161 \| \| 18—24 \| 6.329 \| \| \| 6.767 \| \| 60+ \| 3.832 \| \| \| 4.183 \| \| Просек : \| 27,4 \| \| \| 28,3 \| |       |  |  |       |
| |       |  |  |       |
| | м     |  |  | ж     |
| 0—2 | 3.174 |  |  | 3.082 |
| 3—5 | 3.262 |  |  | 3.124 |
| 6—11 | 6.473 |  |  | 6.342 |
| 12—14 | 3.092 |  |  | 3.085 |
| 15—17 | 3.156 |  |  | 3.161 |
| 18—24 | 6.329 |  |  | 6.767 |
| 60+ | 3.832 |  |  | 4.183 |
| Просек : | 27,4  |  |  | 28,3  |

| #   | Индикатор                                                                                        | Вредност |
| --- | ------------------------------------------------------------------------------------------------ | -------- |
| 1   | Становништво од 0 до 2 године                                                                    | 6256     |
| 2   | Мушко становништво од 0 до 2 године                                                              | 3174     |
| 3   | Женско становништво од 0 до 2 године                                                             | 3082     |
| 4   | Становништво са 3 и више година                                                                  | 92532    |
| 5   | Мушко становништво са 3 и више година                                                            | 45045    |
| 6   | Женско становништво са 3 и више година                                                           | 47487    |
| 7   | Становништво са 5 и више година                                                                  | 88269    |
| 8   | Мушко становништво са 5 и више година                                                            | 42872    |
| 9   | Женско становништво са 5 и више година                                                           | 45397    |
| 10  | Становништво са 12 и више година                                                                 | 73331    |
| 11  | Мушко становништво са 12 и више година                                                           | 35310    |
| 12  | Женско становништво са 12 и више година                                                          | 38021    |
| 13  | Становништво са 15 и више година                                                                 | 67154    |
| 14  | Мушко становништво са 15 и више година                                                           | 32218    |
| 15  | Женско становништво са 15 и више година                                                          | 34936    |
| 16  | Становништво са 18 и више година                                                                 | 60837    |
| 17  | Мушко становништво са 18 и више година                                                           | 29062    |
| 18  | Женско становништво са 18 и више година                                                          | 31775    |
| 19  | Становништво од 3 до 5 година                                                                    | 6386     |
| 20  | Мушко становништво од 3 до 5 година                                                              | 3262     |
| 21  | Женско становништво од 3 до 5 година                                                             | 3124     |
| 22  | Становништво од 6 до 11 година                                                                   | 12815    |
| 23  | Мушко становништво од 6 до 11 година                                                             | 6473     |
| 24  | Женско становништво од 6 до 11 година                                                            | 6342     |
| 25  | Становништво од 8 до 14 година                                                                   | 14856    |
| 26  | Мушко становништво од 8 до 14 година                                                             | 7494     |
| 27  | Женско становништво од 8 до 14 година                                                            | 7362     |
| 28  | Становништво од 12 до 14 година                                                                  | 6177     |
| 29  | Мушко становништво од 12 до 14 година                                                            | 3092     |
| 30  | Женско становништво од 12 до 14 година                                                           | 3085     |
| 31  | Становништво од 15 до 17 година                                                                  | 6317     |
| 32  | Мушко становништво од 15 до 17 година                                                            | 3156     |
| 33  | Женско становништво од 15 до 17 година                                                           | 3161     |
| 34  | Становништво од 18 до 24 године                                                                  | 13096    |
| 35  | Мушко становништво од 18 до 24 године                                                            | 6329     |
| 36  | Женско становништво од 18 до 24 године                                                           | 6767     |
| 37  | Женско становништво од 15 до 49 година                                                           | 26823    |
| 38  | Становништво са 60 и више година                                                                 | 8015     |
| 39  | Мушко становништво са 60 и више година                                                           | 3832     |
| 40  | Женско становништво са 60 и више година                                                          | 4183     |
| 41  | Однос између мушкараца и жена                                                                    | 95.35    |
| 42  | Становништво од нуле до 14 година                                                                | 31634    |
| 43  | Становништво од 15 до 64 године                                                                  | 61791    |
| 44  | Становништво од 65 година и више                                                                 | 5363     |
| 45  | Просечан број деце                                                                               | 2.57     |
| 46  | Становништво рођено у ентитету                                                                   | 90482    |
| 47  | Мушко становништво рођено у ентитету                                                             | 43995    |
| 48  | Женско становништво рођено у ентитету                                                            | 46487    |
| 49  | Становништво рођено у другом ентитету                                                            | 6818     |
| 50  | Мушко становништво рођено у другом ентитету                                                      | 3486     |
| 51  | Женско становништво рођено у другом ентитету                                                     | 3332     |
| 52  | Становништво од 5 година и више резидентно у ентитету у јуну 2005. године                        | 84438    |
| 53  | Мушко становништво старосног доба од 5 година и више, резидентно у ентитету у јуну 2005. године  | 40753    |
| 54  | Женско становништво старосног доба од 5 и више година, резидентно у ентитету у јуну 2005. године | 43685    |
| 55  | Становништво од 5 година и више које је живело у другом ентитету у јуну 2005. године             | 1941     |
| 56  | Мушко становништво старије од 5 година које је живело у другом ентитету у јуну 2005. године      | 984      |
| 57  | Женско становништво старије од 5 година које је живело у другом ентитету у јуну 2005. године     | 957      |
| 58  | Становништво од 3 године и више које говори аутохтони језик                                      | 381      |
| 59  | Мушко становништво старо 3 године и више које говори аутохтони језик                             | 203      |
| 60  | Женско становништво старо 3 године и више које говори аутохтони језик                            | 178      |
| 61  | Становништво од 3 године и више које говори аутохтони језик и не говори шпански језик            | 2        |
| 62  | Мушко становништво старо 3 године и више које говори аутохтони језик и не говори шпански         | 1        |
| 63  | Женско становништво старо 3 године и више које говори аутохтони језик и не говори шпански језик  | 1        |
| 64  | Становништво старо 3 године и више које говори аутохтони језик и шпански                         | 273      |
| 65  | Мушко становништво старо 3 године и више које говори аутохтони језик и шпански                   | 150      |
| 66  | Женско становништво старо 3 године и више које говори аутохтони језик и шпански                  | 123      |
| 67  | Становништво од 5 година и више које говори аутохтони језик                                      | 379      |
| 68  | Становништво од 5 година и више које говори аутохтони језик и не говори шпански језик            | 2        |
| 69  | Становништво од 5 година и више које говори аутохтони језик и говори шпански језик               | 273      |
| 70  | Становништво у домородачким домаћинствима                                                        | 981      |
| 71  | Становништво са ограничењима у активностима                                                      | 3943     |
| 72  | Становништво са ограниченим ходањем или кретањем, горе или доле                                  | 2066     |
| 73  | Становници са ограничењима вида, чак и уз кориштење сочива                                       | 1097     |
| 74  | Становништво са ограничењима говора, комуникације или конверзације                               | 468      |
| 75  | Становништво са ограниченим слухом                                                               | 372      |
| 76  | Становништво са ограничењима при одевању, купању или јелу                                        | 175      |
| 77  | Становништво са ограничењима у опажању или учењу једноставних ствари                             | 210      |
| 78  | Становништво са менталним ограничењима                                                           | 413      |
| 79  | Становништво без ограничења активности                                                           | 94466    |
| 80  | Становништво од 3 до 5 година које не похађа школу                                               | 3546     |
| 81  | Мушко становништво од 3 до 5 година које не похађа школу                                         | 1825     |
| 82  | Женско становништво од 3 до 5 година које не похађа школу                                        | 1721     |
| 83  | Становништво од 6 до 11 година које не похађа школу                                              | 846      |
| 84  | Мушко становништво од 6 до 11 година које не похађа школу                                        | 478      |
| 85  | Женско становништво од 6 до 11 година које не похађа школу                                       | 368      |
| 86  | Становништво од 12 до 14 година које не похађа школу                                             | 1099     |
| 87  | Мушко становништво од 12 до 14 година које не похађа школу                                       | 576      |
| 88  | Женско становништво од 12 до 14 година које не похађа школу                                      | 523      |
| 89  | Становништво од 15 до 17 година похађа школу                                                     | 3290     |
| 90  | Мушко становништво од 15 до 17 година похађа школу                                               | 1625     |
| 91  | Женско становништво између 15 и 17 година живота у школи                                         | 1665     |
| 92  | Становништво од 18 до 24 године похађа школу                                                     | 2529     |
| 93  | Мушко становништво од 18 до 24 године похађа школу                                               | 1234     |
| 94  | Женско становништво од 18 до 24 године похађа школу                                              | 1295     |
| 95  | Становништво од 8 до 14 година које не може да чита и пише                                       | 882      |
| 96  | Мушко становништво старосног доба од 8 до 14 година које не може да чита и пише                  | 497      |
| 97  | Женско становништво старосног доби од 8 до 14 година које не може да чита и пише                 | 385      |
| 98  | Становништво од 15 година и више које је неписмено                                               | 6424     |
| 99  | Мушко становништво од 15 година и више које је неписмено                                         | 2793     |
| 100 | Женско становништво од 15 година и више које је неписмено                                        | 3631     |
| 101 | Становништво старо 15 и више година без школовања                                                | 8169     |
| 102 | Мушко становништво старо 15 и више година без школовања                                          | 3759     |
| 103 | Женско становништво старо 15 и више година без школовања                                         | 4410     |
| 104 | Становништво старосног доба 15 и више година са непотпуним основним образовањем                  | 10081    |
| 105 | Мушко становништво старосног доба од 15 година и више са непотпуном основним образовањем         | 4857     |
| 106 | Женско становништво старосног доба 15 и више година са непотпуном основним образовањем           | 5224     |
| 107 | Становништво старо 15 и више година са комплетним основним образовањем                           | 12360    |
| 108 | Мушко становништво старо 15 година и више са комплетним основним образовањем                     | 5934     |
| 109 | Женско становништво старо 15 и више година са комплетним основним образовањем                    | 6426     |
| 110 | Становништво старосног доба 15 и више година са непотпуним средњим образовањем                   | 4727     |
| 111 | Мушко становништво старосног доба од 15 година и више са непотпуним средњим образовањем          | 2483     |
| 112 | Женско становништво старосног доба од 15 година и више са непотпуним средњим образовањем         | 2244     |
| 113 | Становништво старо 15 и више година са пуним секундарном образовањем                             | 13637    |
| 114 | Мушко становништво старосног доба од 15 година и више са пуним секундарном образовањем           | 6350     |
| 115 | Женско становништво старосног доба од 15 година и више са пуним секундарном образовањем          | 7287     |
| 116 | Становништво старије од 18 година са постосновним образовањем                                    | 15738    |
| 117 | Мушко становништво старије од 18 година са постосновним образовањем                              | 7780     |
| 118 | Женско становништво старије од 18 година са постосновним образовањем                             | 7958     |
| 119 | Просечна оцена школовања                                                                         | 7.36     |
| 120 | Просечан ниво образовања мушке популације                                                        | 7.43     |
| 121 | Просечан ниво образовања женског становништва                                                    | 7.29     |
| 122 | Економски активно становништво                                                                   | 41816    |
| 123 | Економски активна мушка популација                                                               | 27367    |
| 124 | Економски активна женска популација                                                              | 14449    |
| 125 | Становништво које није економски активно                                                         | 31104    |
| 126 | Мушко становништво које није економски активно                                                   | 7687     |
| 127 | Женско становништво које није економски активно                                                  | 23417    |
| 128 | Запослено становништво                                                                           | 40751    |
| 129 | Запослено мушко становништво                                                                     | 26511    |
| 130 | Запослено женско становништво                                                                    | 14240    |
| 131 | Незапослена популација                                                                           | 1065     |
| 132 | Незапослена мушка популација                                                                     | 856      |
| 133 | Незапослена женска популација                                                                    | 209      |
| 134 | Становништво без права на здравствене услуге                                                     | 54370    |
| 135 | Становништво које има право на здравствене услуге                                                | 44283    |
| 136 | Становништво које има право на ИМСС                                                              | 18068    |
| 137 | Становништво које има право на социјално осигурање                                               | 8657     |
| 138 | Становништво које има право на државно социјално осигурање                                       | 78       |
| 139 | Становништво које има право на опште осигурање или здравствено осигурање за нову генерацију      | 15660    |
| 140 | Становништво које је било једном или није било у браку током 12 година и више                    | 25004    |
| 141 | Венчано или уједињено становништво од 12 година и више                                           | 39669    |
| 142 | Становништво које је било у браку или уједињено 12 година и више                                 | 8565     |
| 143 | Становништво са католичком религијом                                                             | 85625    |
| 144 | Протестанти, еванђелисти и библијски следбеници различити од еванђелиста                         | 7482     |
| 145 | Становништво са другим религијама различитим од претходних                                       | 49       |
| 146 | Становништво без религије                                                                        | 4811     |
| 147 | Укупно пописаних домаћинства                                                                     | 24048    |
| 148 | Пописна домаћинства на челу са мушкарцима                                                        | 17257    |
| 149 | Пописна домаћинства на челу са женама                                                            | 6791     |
| 150 | Становништво у пописним домаћинствима                                                            | 98497    |
| 151 | Становништво у пописним домаћинствима на челу са мушкарцима                                      | 72790    |
| 152 | Становништво у пописним домаћинствима на челу са женама                                          | 25707    |
| 153 | Укупно домаћинстава                                                                              | 28500    |
| 154 | Укупно насељених домаћинстава                                                                    | 24125    |
| 155 | Укупно приватних кућа                                                                            | 28423    |
| 156 | Насељени приватни домови                                                                         | 24048    |
| 157 | Укупно насељених приватних кућа                                                                  | 24117    |
| 158 | Ненасељене приватне куће                                                                         | 3388     |
| 159 | Појединачна домаћинства за привремену употребу                                                   | 987      |
| 160 | Становници у насељеним приватним кућама                                                          | 98497    |
| 161 | Насељеност станара у приватним становима                                                         | 4.1      |
| 162 | Просечно становника по соби у приватним насељеним домаћинствима                                  | 1.26     |
| 163 | Појединачна домаћинства са подовима од различитих материјала од земље                            | 20705    |
| 164 | Појединачна домаћинства у приземљу                                                               | 3271     |
| 165 | Појединачна домаћинства са једном спаваћом собом                                                 | 9016     |
| 166 | Појединачна домаћинства са две спаваће собе и више                                               | 14961    |
| 167 | Појединачна домаћинства са једним собом                                                          | 2139     |
| 168 | Појединачна домаћинства са две собе                                                              | 5405     |
| 169 | Појединачна домаћинства са 3 собе и више                                                         | 16422    |
| 170 | Појединачна домаћинства која имају електрично светло                                             | 23808    |
| 171 | Појединачна домаћинства која немају електрично светло                                            | 184      |
| 172 | Појединачна домаћинства која имају водоводну воду у стамбеном простору                           | 22990    |
| 173 | Појединачна домаћинства која немају водоводну воду у стамбеном простору                          | 977      |
| 174 | Појединачна домаћинства која имају тоалет                                                        | 23465    |
| 175 | Појединачна домаћинства која имају канализацију                                                  | 23359    |
| 176 | Појединачна домаћинства која немају канализацију                                                 | 606      |
| 177 | Појединачна домаћинства која имају електрично светло, довод воде из јавне мреже и канализацију   | 22588    |
| 178 | Појединачна домаћинства без икаквих услова                                                       | 208      |
| 179 | Појединачна домаћинства која имају радио                                                         | 16699    |
| 180 | Појединачна домаћинства која имају телевизор                                                     | 23071    |
| 181 | Појединачна домаћинства која имају фрижидер                                                      | 22139    |
| 182 | Појединачна домаћинства која имају машину за веш                                                 | 17540    |
| 183 | Појединачна домаћинства која имају аутомобил или комби                                           | 11325    |
| 184 | Појединачна домаћинства која имају рачунар                                                       | 5651     |
| 185 | Појединачна домаћинства која имају фиксну телефонску линију                                      | 9019     |
| 186 | Појединачна домаћинства која имају мобилни телефон                                               | 18393    |
| 187 | Појединачна домаћинства која имају приступ интернету                                             | 3724     |
| 188 | Величина локације                                                                                | 10       |